# Javier Hervás
Javier 'Javi' Hervás Salmoral (ur. 9 czerwca 1989 w Kordobie) – hiszpański piłkarz występujący na pozycji pomocnika w CD Mirandés.